# Lia Robatto
Lia Robatto (São Paulo, 1940) é uma coreógrafa brasileira.
Filha da professora e artista plástica Hebe Carvalho e do poeta concretista Pedro Xisto, recebeu as primeiras aulas de balé aos 7 anos, na Escola de Bailados do Teatro Municipal de São Paulo. Não se adaptou, porém, ao balé clássico, e aos 12 anos passou a estudar dança moderna com a polonesa Yanka Rudzka, que havia se estabelecido na cidade em 1952.
Em 1956, Rudzka mudou-se para Salvador, convidadas por Koellreutter para fundar a Escola de Dança da UFBA. No ano seguinte, chamou Robatto para trabalhar como sua assistente, inicialmente por um período de três meses. A jovem, porém, acabou ficando na Bahia. Integrou o Conjunto de Dança Contemporânea da universidade e em 1958 tornou-se professora. Ao mesmo temp, aprofundava seus conhecimentos de teoria e técnica sob orientação de Maria Duschenes.
Casou-se em 1961 com o fotógrafo e arquiteto Silvio Robatto. Graduou-se bailarina (1962) e professora de dança (1963) pela UFBA. Entre 1960 e 1964 criou suas primeiras coreografias para a companhia de dança da universidade: Móbile, Águas glaucas e Antônio Conselheiro. No entanto, após a saída de Rudzka, entrou em conflito com o novo diretor da Escola de Dança, Rolf Gelewski. Transferiu-se em 1966 para a Escola de Teatro, onde ficou até 1977. Voltou então à Escola de Dança, onde lecionou até se aposentar, em 1982.
Em 1983 tornou-se diretora do Departamento de Dança da FUNCEB, onde criou uma Escola de Dança. Nos anos seguintes prosseguiu seu trabalho de implementação de escolas e cursos de dança na Bahia, entre eles a Usina de Dança do Projeto Axé.
Foi ainda gestora na Secretaria de Cultura do Estado da Bahia. Dirigiu e coreografou cerca de 40 espetáculos, encenados por companhias profissionais como o Balé da Cidade de São Paulo, o Balé do Teatro Castro Alves e o Grupo Experimental de Dança. 
Mesmo radicada em Salvador, retornou diversas vezes a São Paulo, apresentando coreografias fortemente influenciadas pela sua cidade natal, como Caminho, inspirada nos poemas de seu pai, e Bolero (1982).
Recebeu em 2007 a Ordem do Mérito Cultural.
Em 2015, recebeu a Comenda 2 de Julho, condecoração estatal concedida pela Assembleia Legislativa do Estado da Bahia.

## Livros publicados
- Dança em Processo, a linguagem do indizível - EDUFBA, 1994
- Passos da Dança (com Lúcia Mascarenhas) - Casa de Jorge Amado, 2002
- “A Dança como Via Privilegiada de Educação - EDUFBA, 2012